# Jon Pyong-ho
Jon Pyong-ho (* 20. März 1926 in Chagang-do; † 7. Juli 2014) war ein nordkoreanischer Politiker der Partei der Arbeit Koreas (PdAK), der als Mitglied der Nationalen Verteidigungskommission von 1990 bis 2011 sowie als Sekretär des Zentralkomitees (ZK) der PdAK für die Militär- und Munitionsindustrie zwischen 1986 und 2010 über Jahrzehnte eine Schlüsselfigur bei der Entwicklung ballistischer Raketen und Kernwaffen Nordkoreas war.

## Leben
Jon, der aus einer Familie armer Bauern stammte, absolvierte ein Studium im Fach Maschinenbau in Nordkorea sowie in der Sowjetunion und wurde nach Beendigung des Studiums 1951 Angestellter der Traktorenfabrik in Kanggye. Anschließend war er von 1956 bis 1970 Instrukteur in der Organisationsabteilung des ZK der PdAK. Dort half er in den 1960er Jahren dem Leiter der Abteilung, Kim Yŏng-ju, bei der Begründung der unangefochtenen Vormachtstellung von dessen älterem Bruder Kim Il-sung, wobei es in dieser Zeit zu Säuberungen der Partei von „militärischen Abenteurern“ und der sogenannten „Kapsan“-Faktion kam.
Als Anerkennung wurde er auf dem V. Parteitag 1970 zum Kandidaten des ZK der PdAK gewählt und zum Vize-Direktor der Parteibüros für Maschinenbauindustrie ernannt. 1971 wurde dieses Büro mit anderen militärisch-wirtschaftlichen Produktionseinheiten der Partei, Regierung und des Militärs zur Zweiten Wirtschaftskommission zusammengefasst, die der PdAK unterstand. 1972 wurde Jon Pyong-ho Direktor des Generalbüros dieser Zweiten Wirtschaftskommission sowie zugleich Chefsekretär des dortigen Parteikomitees. Später wurde er Vize-Vorsitzender und schließlich Erster Vizevorsitzender der Zweiten Wirtschaftskommission.
Auf dem VI. Parteitag der PdAK 1980 wurde Jon zum Mitglied des ZK und 1982 in der siebten Legislaturperiode zum Abgeordneten der Obersten Volksversammlung gewählt. Zeitgleich wurde er Kandidat des Politbüros. In den 1980er Jahren war er mehrfach vorübergehend Vorsitzender der Zweiten Wirtschaftskommission und wurde schließlich auf dem 12. Plenum des VI. ZK der PdAK am 27. Dezember 1986 zum Sekretär für die Militär- und Munitionsindustrie gewählt. Knapp zwei Jahre später wurde er auf dem 14. Plenum des VI. ZK zum Mitglied des Politbüros gewählt. Im Mai 1990 erfolgte schließlich seine Wahl zum Mitglied der Nationalen Verteidigungskommission. In diesen Funktionen hatte er maßgeblichen Einfluss bei der Entwicklung ballistischer Raketen sowie der Kernwaffen Nordkoreas und gilt als Chefplaner der ersten beiden Kernwaffentests des Landes in den Jahren 2006 und 2009.
2010 wurde Jon Pyong-ho zum Direktor des Politischen Büros der Regierung Nordkoreas ernannt sowie zeitgleich zum Chefsekretär des Parteikomitees der Regierung. Auf der 3. Parteikonferenz der PdAK wurde er am 28. September 2010 als Mitglied des Politbüros wiedergewählt. Jons Regierungstätigkeit endete im März 2012; im Politbüro verblieb er bis April 2012. Ab Mai 2012 widmete er sich seinem Posten als Ehrenkurator des Waffen- und Equipmentmuseums der Koreanischen Volksarmee.
Im Alter von 88 Jahren erlag Jon Pyong-ho im Juli 2014 einem akuten Herzinfarkt. Aus diesem Anlass wurde ein staatliches Trauerkomitee mit Staatschef Kim Jong-un als Vorsitzendem gebildet. Am 10. Juli 2014 wurde Jon Pyong-ho mit einem Staatsbegräbnis auf dem Friedhof der patriotischen Märtyrer in Pjöngjang beigesetzt.